# Calendario copto

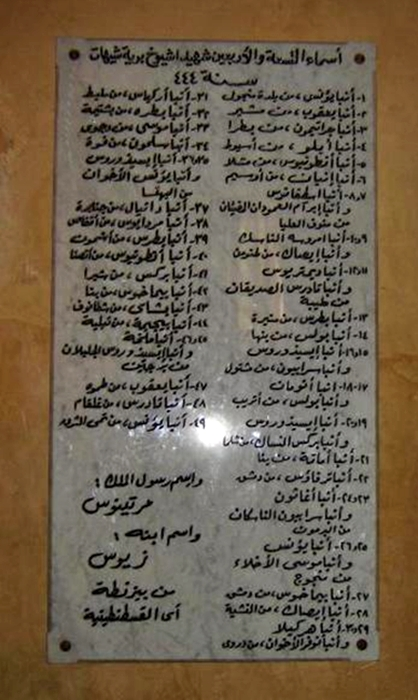
Una placa con los nombres de los 49 ancianos mártires de Wadi El Natrun, Monasterio de Anba Macarius.

El calendario copto, también llamado calendario alejandrino, es un calendario litúrgico usado por la Iglesia copta ortodoxa y por la población campesina egipcia (felah) en Egipto. Este calendario se basa en el antiguo calendario egipcio. Para evitar los desfases de este último (que contenía solo los 365 días de cada año, por lo que las estaciones se desplazaban alrededor de un día cada cuatro años), se introdujo una reforma en la época de Ptolomeo III (Decreto de Canopo, de 238 a. C.), que consistía en intercalar un sexto día epagómeno cada cuatro años. Esta reforma, sin embargo, fue rechazada por los sacerdotes egipcios y no pudo implementarse hasta el 25 a. C., cuando el emperador romano Augusto impuso el Decreto en todo Egipto como su calendario oficial. Para distinguirlo del antiguo calendario egipcio, que siguió siendo utilizado por algunos astrónomos hasta la época medieval, este calendario reformado es conocido como calendario copto o alejandrino. Sus años y meses coinciden con los del calendario etíope, pero tienen nombres y números distintos.

## Año copto
El año copto es la continuación del antiguo año civil egipcio, conservando su subdivisión en tres estaciones de cuatro meses cada una. Las tres estaciones se celebran con una oración especial en la Liturgia Copta. Este calendario sigue utilizándose por los agricultores de todo Egipto para hacer el seguimiento de las estaciones agrícolas. El calendario copto tiene 13 meses, 12 de 30 días cada uno y uno al final de año de 5 días o de 6 días en los años bisiestos. El año copto bisiesto sigue las mismas reglas que el calendario juliano, por lo que el mes adicional siempre tiene seis días en el año inmediatamente anterior al año juliano bisiesto. 
El año comienza con la Fiesta de Neyruz, el primer día del mes de Thout, primer mes del año egipcio. Entre 1901 y 2100 coincidirá con el 11 de septiembre del calendario gregoriano (12 de septiembre si se trata del año anterior a un año bisiesto). Para cualquier año coincide con el 29 de agosto del calendario juliano (30 de agosto si se trata del año anterior a un año bisiesto). Los años coptos se cuentan a partir del año 284 d. C., año en que Diocleciano se convirtió en Emperador Romano, dado que su reinado estuvo marcado por las torturas y ejecuciones en masa de los cristianos, especialmente en Egipto. Por tal motivo, el año copto se identifica con la abreviatura A. M. (de Anno Martyrum o "Año de los Mártires"). El primer día del año I de la iglesia copta fue el 29 de agosto del 284 en el calendario juliano. La abreviatura A. M. se utiliza también en aquellos calendarios, como el bizantino o el judío, que comienzan con la supuesta creación del mundo. En tales casos, es una abreviatura de Anno Mundi.
Para obtener el número de un año copto, basta restar 283 a un año juliano (antes del año nuevo juliano) o 284 (después de él).

## Fecha de la Navidad
La Navidad copta se celebra el día correspondiente al 25 de diciembre en el calendario juliano, fecha que en la actualidad se corresponde con el 7 de enero en el calendario gregoriano. Esta es también la fecha en que se celebra la Navidad en la Iglesia ortodoxa en países como Rusia. La fecha del 25 de diciembre como día de la Natividad de Cristo fue propuesta muy tempranamente por Hipólito de Roma (170-236) en su Comentario sobre Daniel 4:23: "La primera venida de nuestro Señor, encarnado en hombre, en la que nació en Belén, tuvo lugar ocho días antes de la calendas de enero, un miércoles, en el cuadragésimo segundo año del reinado de Augusto, 5500 años después de Adán". También puede encontrarse otra fuente temprana en Teófilo, Obispo de Cesarea (115-181): "Debemos celebrar el día del nacimiento de nuestro Señor cada vez que sea día 25 de diciembre" (Magdeburgenses, Cent. 2. c. 6. Rudolf Hospinian, De origen Festorum Christianorum). Sin embargo, el 25 de diciembre no comenzó a ser universalmente aceptado hasta el año 367. Antes de eso, la Iglesia Oriental había señalado el 6 de enero como el día de la Natividad bajo el nombre de Epifanía. Juan Crisóstomo, en un sermón predicado en Antioquía en el año 387, señalaba que la fecha correcta de la Natividad había llegado a Oriente diez años antes. Dionisio de Alejandría indicaba enfáticamente algunas justificaciones místicas para la elección de este día: el 25 de marzo se celebraba el aniversario de la Creación del mundo y, de hecho, se consideraba el primer día del año en el calendario juliano medieval y el día formal del equinoccio de primavera (el 25 de marzo coincidía realmente con el equinoccio de primavera en el momento en el que el calendario juliano fue originalmente diseñado). Teniendo en cuenta que Jesús había sido concebido en esa fecha, el 25 de marzo fue señalado como la Fiesta de la Anunciación, que debía ser seguida, nueve meses más tarde, por la celebración del nacimiento de Cristo, la Navidad, el 25 de diciembre.
Es posible que también concurrieran otras consideraciones de índole más práctico para la elección del 25 de diciembre. La elección podía ayudar a sustituir con una gran fiesta cristiana las populares celebraciones paganas que rodeaban el solsticio de invierno (el Sol Sticia romano, tres días de estasis en que el sol, de forma consecutiva, se mantiene en su punto más austral antes de dirigirse al norte, coincidentes con los días 21, 22 y 23 de diciembre. En el año 274, el Emperador Aureliano había declarado festivo el 25 de diciembre para celebrar la deidad del Sol Invictus. 
Hasta el siglo XVI, el 25 de diciembre coincidió con el 29 de koiak del calendario copto. Sin embargo, con la introducción del calendario gregoriano en 1582, el 25 de diciembre quedó desplazado 10 días atrás respecto a los calendarios juliano y copto. Además, el calendario gregoriano elimina tres días extra cada 400 años para aproximarse a la duración de un año solar. Como resultado, la Navidad copta se ha desplazado un día cada vez que el calendario gregoriano ha eliminado uno de estos días bisiestos extra (en los años 1700, 1800 y 1900). Esta es la razón por la que quienes se rigen por los calendarios juliano y copto celebran actualmente la Navidad el 7 de enero, 13 días después de quienes se rigen por el calendario gregoriano, que celebran la Navidad el 25 de diciembre. A partir del año 2100, la fecha de la Navidad copta será el 8 de enero.

## Fecha de la Pascua
El Primer Concilio de Nicea (325) envió una carta a la Iglesia de Alejandría, declarando que "todos nuestros hermanos en el Oriente que hasta ahora seguían la costumbre de los judíos, de ahora en adelante celebrarán la sagrada fiesta de la Pascua al mismo tiempo que los romanos y vosotros mismos y que todos aquellos que han observado la Pascua desde el principio".
El Concilio de Nicea estableció como uno de los deberes del Patriarca de Alejandría fijar las fechas de la Pascua e informar de ella a las demás iglesias cristianas. La atribución de este encargo se debió a que el Patriarca podía valerse, en caso necesario, de los eruditos de Alejandría, dado que las reglas para determinar esta fecha son complejas. La Pascua se fija el primer domingo después de la luna llena posterior al equinoccio de primavera del hemisferio norte, lo que sucede el 21 de marzo (que fue la fecha nominal acordada en el Primer Concilio de Nicea) o un poco después. Después de la reforma del calendario de Julio César, el equinoccio de primavera en el hemisferio norte tenía lugar en la fecha nominal del 25 de marzo. Esta fecha se abandonó en Nicea por inexacta, aunque se ignoraban los motivos del desfase (el año tropical no es exactamente igual al año juliano de 364 días y cuarto, por lo que la fecha del equinoccio se va retrasando poco a poco).

## Meses coptos
La tabla siguiente recoge un año copto que no contiene el 29 de febrero. Tales años son precedidos por un día bisiesto al final del año anterior. Eso hace que las fechas deban moverse un día más en los calendarios juliano y gregoriano desde el día de año nuevo copto hasta el respectivo día bisiesto de los calendarios juliano y gregoriano.
| No. | Name            | Name           | Name                     | Name                   | Calendario etíope            | Fechas del calendario juliano     | Fechas del calendario gregoriano (1900–2099) | Estación                           | Origen del nombre copto                                                                              |
| No. | Copto bohaírico | Copto sahídico | Transliteracióndel copto | Pronunciación en árabe | Calendario etíope            | Fechas del calendario juliano     | Fechas del calendario gregoriano (1900–2099) | Estación                           | Origen del nombre copto                                                                              |
| --- | --------------- | -------------- | ------------------------ | ---------------------- | ---------------------------- | --------------------------------- | -------------------------------------------- | ---------------------------------- | --- |
| 1   | Ⲑⲱⲟⲩⲧ           | Ⲑⲟⲟⲩⲧ          | Thout                    | توت Tūt                | Mäskäräm (መስከረም)             | 29 de agosto – 27 de septiembre   | 11 de septiembre – 10 de octubre             | Akhet (Inundación)                 | ḏḥwty: Thoth, dios egipcio de la Sabiduría y la Escritura                                            |
| 2   | Ⲡⲁⲟⲡⲓ           | Ⲡⲁⲱⲡⲉ          | Paopi                    | بابه Bābah             | Ṭəqəmt(i) (ጥቅምት)             | 28 de septiembre – 27 de octubre  | 11 de octubre – 9 de noviembre               | Akhet (Inundación)                 | pꜣ-n-jpt: Fiesta de Opet                                                                             |
| 3   | Ⲁⲑⲱⲣ            | Ϩⲁⲑⲱⲣ          | Hathor                   | هاتور Hātūr            | Ḫədar (ኅዳር)                  | 28 de octubre - 26 de noviembre   | 10 de noviembre – 9 de diciembre             | Akhet (Inundación)                 | Ḥwt-ḥr: Hathor, diosa de la belleza y el amor (la tierra es fértil y verde)                          |
| 4   | Ⲭⲟⲓⲁⲕ           | Ⲕⲟⲓⲁϩⲕ         | Koiak                    | كيهك Kiyāhk            | Taḫśaś ( ታኅሣሥ)               | 27 de noviembre - 26 de diciembre | 10 de diciembre – 8 de enero                 | Akhet (Inundación)                 | kꜣ-ḥr-kꜣ: "espíritu sobre espíritu" nombre de una fiesta                                             |
| 5   | Ⲧⲱⲃⲓ            | Ⲧⲱⲃⲉ           | Tobi                     | طوبه Ṭūbah             | Ṭərr(i) (ጥር)                 | 27 de diciembre – 25 de enero     | 9 de enero – 7 de febrero                    | Proyet, Peret, Poret (Crecimiento) | tꜣ-ꜥꜣbt: "La ofrenda"                                                                                |
| 6   | Ⲙⲉϣⲓⲣ           | Ⲙϣⲓⲣ           | Meshir                   | أمشير ʾAmshīr          | Yäkatit (Tn. Läkatit) (የካቲት) | 26 de enero – 24 de febrero       | 8 de febrero – 9 de marzo                    | Proyet, Peret, Poret (Crecimiento) | mḫjr: Nombre de una fiesta, tal vez igual al nombre de un tipo de cesta usada en la esa fiesta       |
| 7   | Ⲡⲁⲣⲉⲙϩⲁⲧ        | Ⲡⲁⲣⲙϩⲟⲧⲡ       | Paremhat                 | برمهات Baramhāt        | Mägabit (መጋቢት)               | 25 de febrero – 26 de marzo       | 10 de marzo – 8 de abril                     | Proyet, Peret, Poret (Crecimiento) | pꜣ-n-jmnḥtp: "Fiesta de Amenofis"                                                                    |
| 8   | Ⲫⲁⲣⲙⲟⲩⲑⲓ        | Ⲡⲁⲣⲙⲟⲩⲧⲉ       | Parmouti                 | برموده Baramūdah       | Miyazya (ሚያዝያ)               | 27 de marzo – 25 de abril         | 9 de abril – 8 de mayo                       | Proyet, Peret, Poret (Crecimiento) | pꜣ-n-Rnnwtt: "Fiesta de la diosa de la cosecha Renenutet"                                            |
| 9   | Ⲡⲁϣⲟⲛⲥ          | Ⲡⲁϣⲟⲛⲥ         | Pashons                  | بشنس Bashans           | Gənbo (t) (ግንቦት)             | 26 de abril – 25 de mayo          | 9 de mayo – 7 de junio                       | Shomu o Shemu (Cosecha)            | pꜣ-n-ḫnsw "Fiesta de Jonsu"                                                                          |
| 10  | Ⲡⲁⲱⲛⲓ           | Ⲡⲁⲱⲛⲉ          | Paoni                    | بؤنة Baʾūnah           | Säne (ሰኔ)                    | 26 de mayo – 24 de junio          | 8 de junio – 7 de julio                      | Shomu o Shemu (Cosecha)            | pꜣ-n-jnt: Fiesta del valle                                                                           |
| 11  | Ⲉⲡⲓⲡ            | Ⲉⲡⲏⲡ           | Epip                     | أبيب ʾAbīb             | Ḥamle (ሐምሌ)                  | 25 de junio – 24 de julio         | 8 de julio – 6 de agosto                     | Shomu o Shemu (Cosecha)            | jpjp: significado desconocido                                                                        |
| 12  | Ⲙⲉⲥⲱⲣⲓ          | Ⲙⲉⲥⲱⲣⲏ         | Mesori                   | مسرى Misrā             | Nähase (ነሐሴ)                 | 25 de julio – 23 de agosto        | 7 de agosto – 5 de septiembre                | Shomu o Shemu (Cosecha)            | mswt rꜥ: nacimiento de Ra                                                                            |
| 13  | Ⲡⲓⲕⲟⲩϫⲓ ⲛ̀ⲁ̀ⲃⲟⲧ   | Ⲉⲡⲁⲅⲟⲙⲉⲛⲁⲓ     | Pi Kogi Enavot           | نسيئ Nasīʾ             | Ṗagʷəmen/Ṗagume (ጳጐሜን/ጳጉሜ)   | 24 de agosto – 28 de agosto       | 6 – 10 de septiembre                         | Shomu o Shemu (Cosecha)            | Bohaírico: el mes pequeño; Sahídico: griego ἐπαγόμεναι < ἐπαγωγή < ἐπαγειν < ἐπι + ἄγειν: introducir |